# Kyboasca exochordae
Kyboasca exochordae är en insektsart som beskrevs av Dubovsky 1966. Kyboasca exochordae ingår i släktet Kyboasca och familjen dvärgstritar. Inga underarter finns listade i Catalogue of Life.